# Dom Modlitwy bł. Bernardyny Marii Jabłońskiej w Pizunach
Dom Modlitwy bł. Bernardyny Marii Jabłońskiej w Pizunach – katolicki dom modlitwy zlokalizowany w Pizunach (gmina Narol), zbudowany w miejscu urodzenia błogosławionej Bernardyny Marii Jabłońskiej (ur. 1878). Znajdują się w nim relikwie błogosławionej Bernardyny Marii Jabłońskiej i świętego Brata Alberta Chmielowskiego.

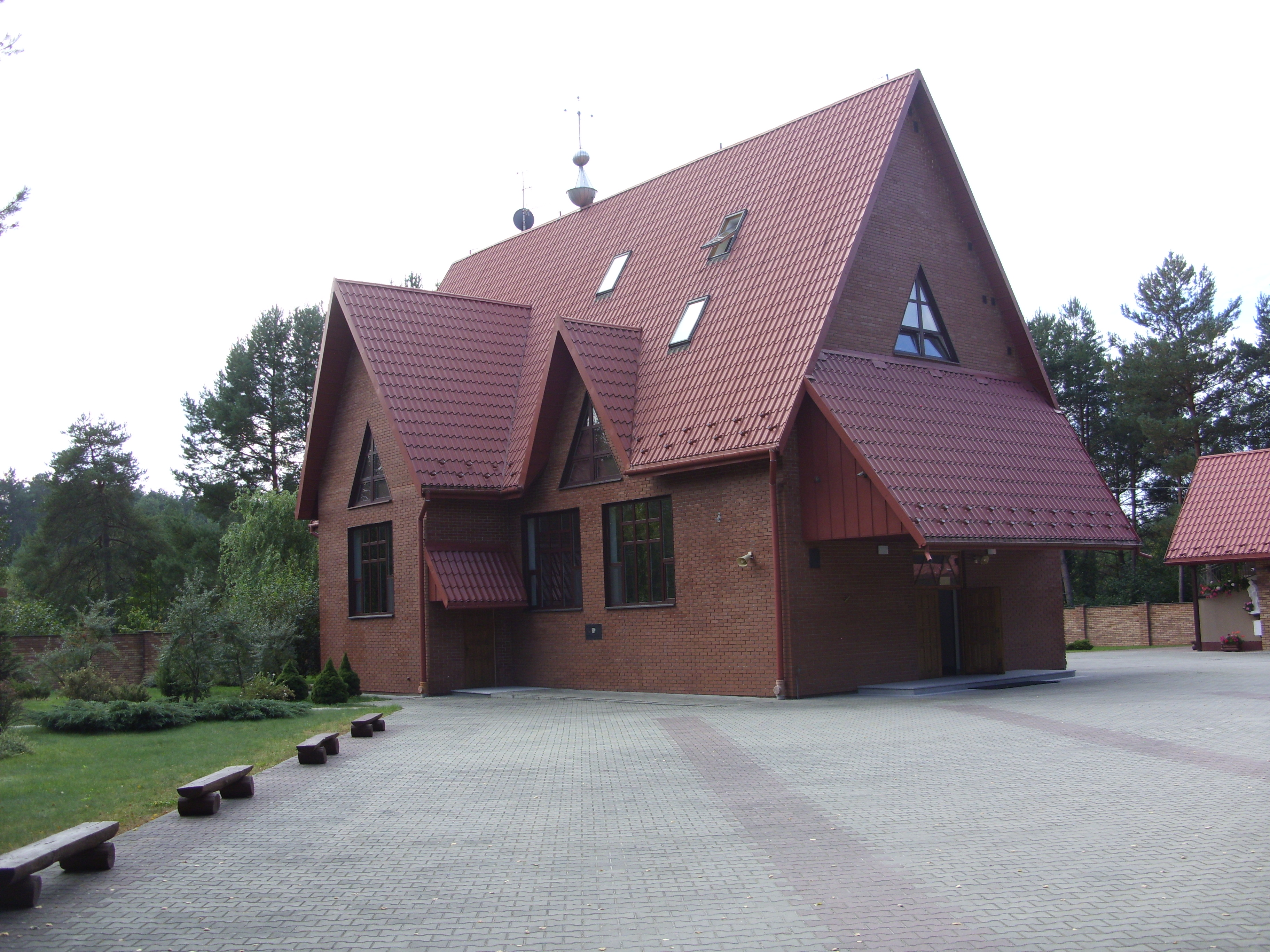
Dom Modlitwy pw. bł. Bernardyny Jabłońskiej Sióstr Albertynek w Pizunach k. Narola, Polska

Zbudowany w miejscu urodzenia błogosławionej Bernardyny Marii Jabłońskiej (ur. 1878). Pełni rolę domu modlitwy dla sióstr zakonnych i wiernych, spotkań religijnych, miejsca kultu i pamięci bł. Siostry Bernardyny Jabłońskiej i św. Brata Alberta. Jest celem pielgrzymek do miejsca urodzenia błogosławionej Bernardyny Marii Jabłońskiej. Prowadzony jest przez siostry Albertynki. Kaplica jest otwarta przez cały dzień dla odwiedzających miejsce urodzenia bł. Bernardyny Jabłońskiej. Znajdują się tam relikwie bł. Bernardyny Jabłońskiej i św. Brata Alberta Chmielowskiego oraz obraz namalowany przez artystów Grażynę i Piotra Moskal z Krakowa przedstawiający bł. Bernardynę Jabłońską. Nowy budynek w miejscu urodzenia błogosławionej Bernardyny został poświęcony 14 września 1998 roku przez biskupa Jana Śrutwę.
Jest ważnym punktem turystycznym na trasie zielonego szlaku turystycznego  Szlaku im. św. Brata Alberta prowadzącego z Narola poprzez Pizuny, Werchratę do Horyńca-Zdroju, związanego z działalnością i życiem św. Brata Alberta i bł. Siostry Bernardyny Marii Jabłońskiej.